# Antilíbano
O Antilíbano é uma cordilheira situada principalmente no Líbano, mas também na Síria e Israel. Ela se estende a leste e paralelamente ao maciço do monte Líbano.

## Características
A cordilheira tem uma extensão de cerca de 150 km; os picos culminantes são o monte Hermon (Jabalu sh-Shaykh ou جبل الشيخ em árabe) na fronteira entre Israel, Síria e Líbano, com 2.814 metros, o qual é também o pico culminante ao sul, e Ta'a Musa, com 2.669 metros.
A fronteira entre Síria e Líbano é em grande parte definida por uma linha traçada ao longo da crista da cordilheira. Ao norte, o Antilíbano se estende até a latitude da cidade síria de Homs. Para o oeste, jaz o Vale do Beqaa, o qual o separa do maciço do Líbano. Para o leste, na Síria, jaz o vale Helbun, onde está situada a cidade de Damasco.